# 無為軍
军是中国古代宋、金时期的二级行政区划单位，受路管辖，与州并列，一般设置于军事要地。
宋太宗太平兴国元年（976年），从庐州分设出无为军，治所在巢县城口镇（今安徽省无为市无城镇），领巢县、庐江二县。至道三年（997年），属淮南路。宋神宗熙宁五年（1072年），淮南路分东西，无为军属淮南西路。宋高宗建炎二年（1128年），一度被金朝占领。南宋时领巢、无为、庐江三县。淳祐二年（1242年），改听沿江制置使节制。元朝至元十四年（1277年），升无为军为无为路。至元二十八年，降为无为州。明清为无为直隶州。康熙六年（1667年），无为州改属安徽省庐州府。